# Trongisvágsfjørður
Trongisvágsfjørður (dansk: Trangisvåg Fjord), også kaldet Tvøráfjørður, er en fjord på østkysten af Suðuroy på Færøerne. Fjorden strækker omtrent 7 km fra sydøst mod nordvest. Ved indløbet af fjorden ligger Tjaldavíkshólmur.
Trongisvágsfjørður har fåe navn efter bygden Trongisvágur inderst i fjorden. Andre bygder langs fjorden er Tvøroyri, Froðba og Ørðavíkarlíð. Ørðavík ligger i en vig med samme navn på sydsiden af fjorden.
Trongisvágsfjørður har været brugt som landingssted for vandfly. Wolfgang von Gronau landede på fjorden fire gange i 1920-erne og 1930-erne. Charles Lindbergh og hans hustru Anne Morrow landede her i 1933.